# FMA IA 63 パンパ
FMA IA 63 パンパ
FMA IA 63 パンパ
- 用途：高等練習機、軽攻撃機
- 製造者：FMA（Fábrica Militar de Aviones）
- 運用者： アルゼンチン（アルゼンチン空軍）
- 初飛行：1984年10月6日
- 生産数：24機
- 運用開始：1988年

FMA IA 63 パンパ（FMA IA 63 Pampa）は、ドイツのドルニエ社の支援を受けてアルゼンチンのFábrica Militar de Aviones（FMA）で開発された戦闘能力を有する高等練習機である。

## 設計と開発

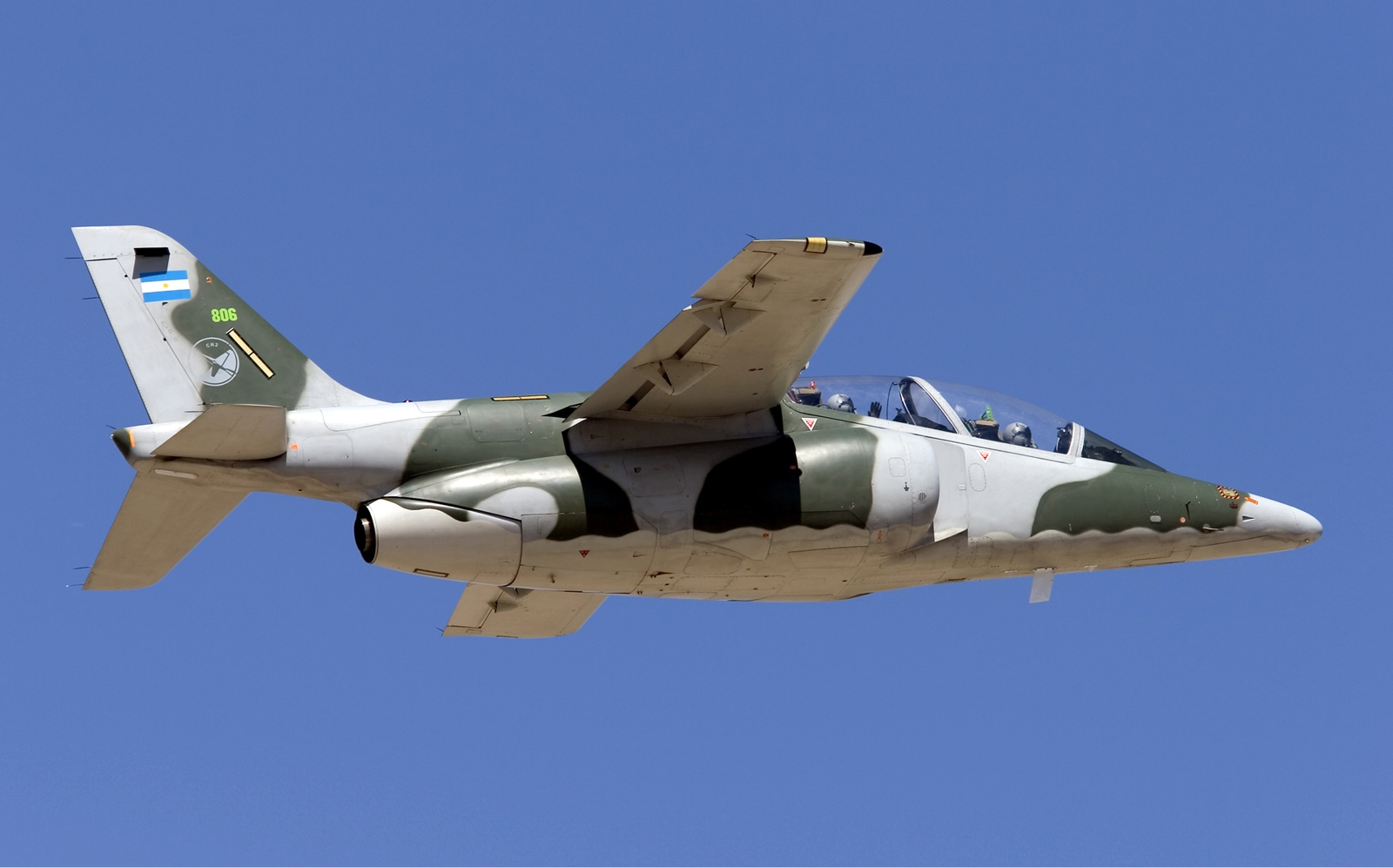
IA 63 パンパ（2005年）

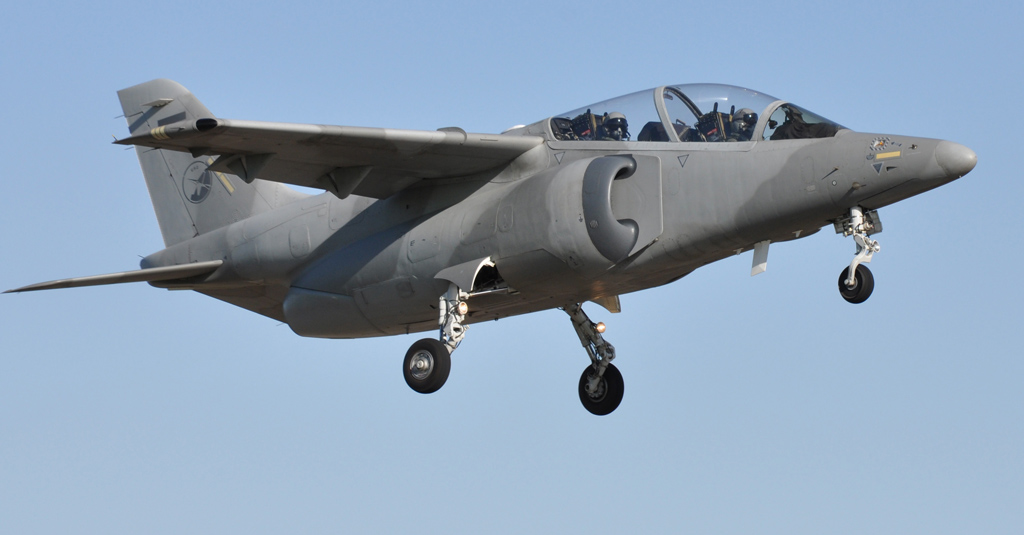
IA 63 パンパ（2018年）

1978年にFMAでアルゼンチン空軍のモラーヌ・ソルニエ MS-760の代替機となる機体の予備的設計案の研究が始まった。これらの設計案では単発のギャレット TFE731-2-2N ターボファンエンジンを搭載し、高翼の配された直線翼であった。同時にFMAはドルニエ社と新型機の共同開発に関する契約を締結した。
ダッソー/ドルニエ アルファジェットの設計の影響を受けていたが、「パンパ」はより小型の機体の単発エンジンと主翼はアルファジェットの後退翼に対して直線翼のスーパークリティカル翼であった。機体には主にアルミニウム合金と空気吸入口などには炭素繊維が使用されていた。乗員は一体型のキャノピーの下でタンデムに座り、副次的な攻撃任務に重要なアビオニクスもアルファジェットよりも簡素な物を搭載している。パンパの試作機は1984年10月6日に初飛行を行った。
「パンパ」とはアルゼンチン中部のラプラタ川流域に広がる草原地帯のことである。

## 派生型

### IA 63
アルゼンチンの経済情勢により初期の量産型の生産は妨げられ遅延した結果、アルゼンチン空軍向けに第1バッチ（1988-90年）で18機、第2バッチ（2006-07年）で6機しか製造されず、初号機は1988年4月に納品された。全機が近代化改修を施されたこれらの機体はメンドーサの第4航空旅団（IV Brigada Aérea）でアルゼンチン軍パイロットの高等練習に使用され、18機が現役で使用されている。

### ヴォート パンパ 2000
1990年代にリング・テムコ・ボート社は、IA 63をパンパ 2000の基本型としてアメリカ空軍とアメリカ空軍の基本練習機導入計画である統合基本航空機訓練システム計画（JPATS計画）に提案したが、T-6テキサンIIが選定され落選した。

### AT-63 パンパ II
ロッキード・マーティン社がFMAを買収した後、パンパは新しいエンジンとA-4ARと互換性のあるより先進的なアビオニクス、武装システムを装備するように改修が図られた。この計画はAT-63 パンパ II（攻撃練習機：Attack Trainer）と呼ばれ、ロッキード・マーティン社により販売される。唯一の販売先はアルゼンチン空軍であり、老朽化したFMA IA 58 プカラからの転換が進んでいる。

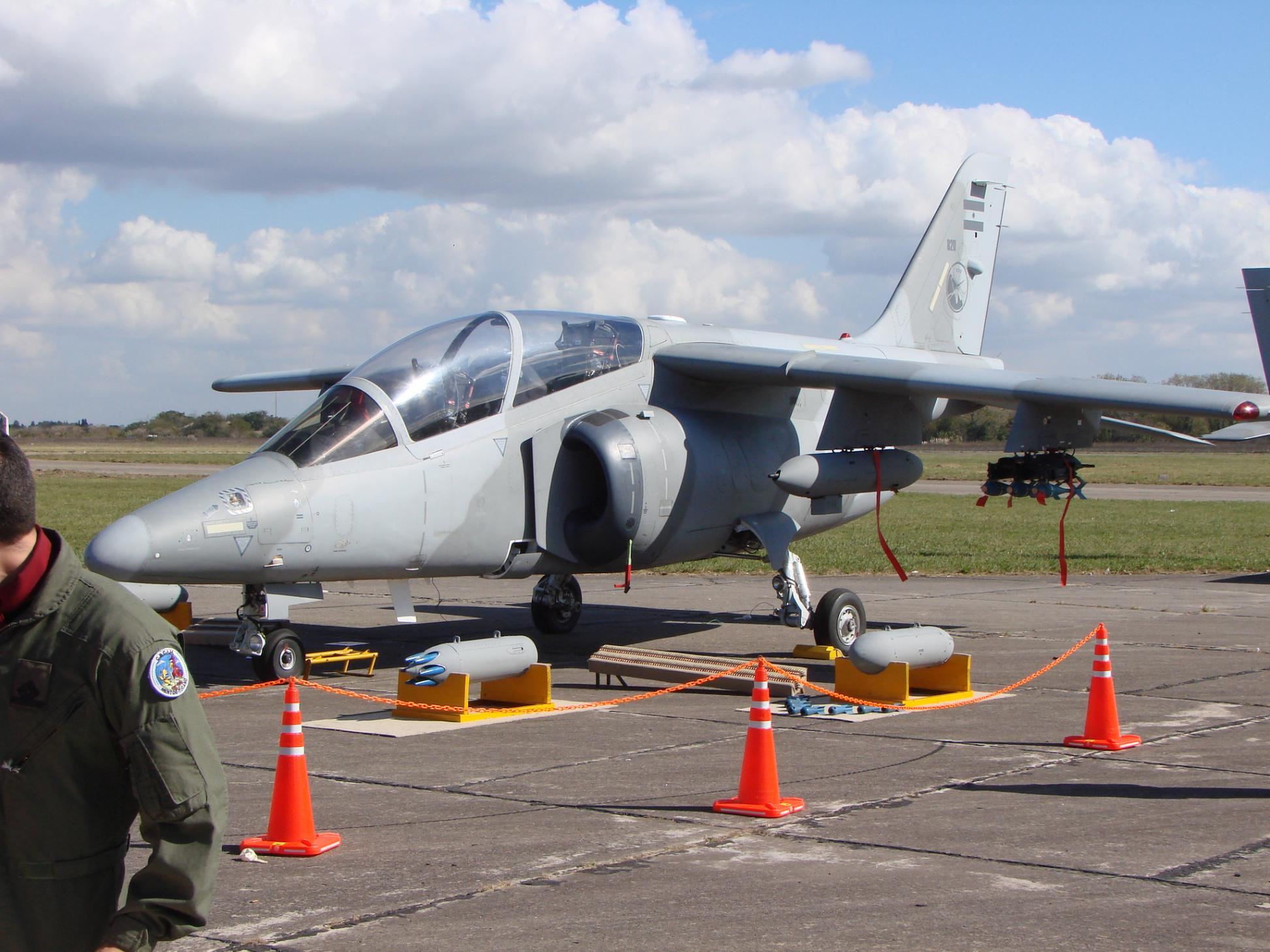
AT-63 パンパ II

### パンパ III
2013年に発表された最新型。完全なグラスコックピットやタルゴHMDを導入。試作機は2015年8月18日に初飛行し、量産機は2019年2月からアルゼンチン空軍への引き渡しが開始された。

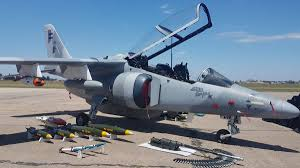
IA 63 パンパ III

## 運用
アルゼンチン
- アルゼンチン空軍

## 要目

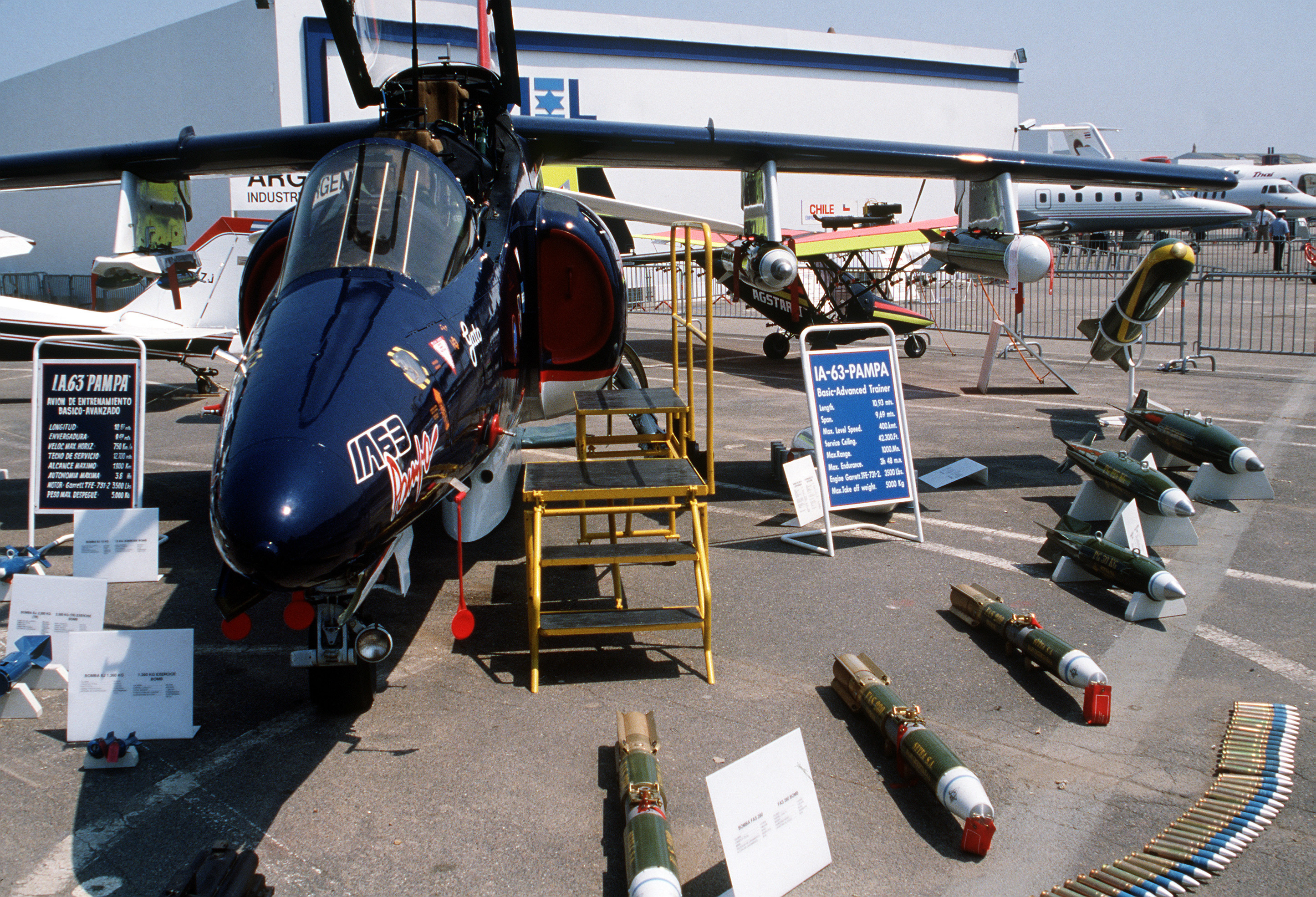
IA-63の武装

（IA 63）Jane's All The World's Aircraft 1988–89 
- 乗員：2名
- 全長：10.93m（35ft 10¼in）
- 全幅：9.69m（31ft 9¼in）
- 全高：4.29m（14ft 1in）
- 翼面積：15.63m²（168.2ft²）
- 翼型：ドルニエ DoA-7
- 空虚重量：2,821kg（6,219lb）
- 運用重量：3,500kg（7,716lb）
- エンジン：1×ギャレット TFE731-2-2N ターボファン、15.57kN（3,500lbf）
- 超過禁止速度：M0.81（at 9,500m（31,170ft）
- 最大速度：819km/h（442knots, 509mph）at 7,000m（22,965ft）
- 巡航速度：747km/h（403knots, 464mph）at 4,000m（13,125ft）
- 巡航高度：12,900m（42,325ft）
- 航続距離：1,500km（809nmi, 932mi）
- 上昇率：30.2m/s（5,950ft/min）
- 武装：5箇所のハードポイント
  - 400kg（880lb）：主翼下面内側パイロン
  - 250kg（550lb）：胴体中央と主翼下面外側パイロン
  - 胴体下面に30mmガンパック1基装着可能